# Collegio uninominale Puglia - 10 (2020)
Il collegio elettorale uninominale Puglia - 10 è un collegio elettorale uninominale della Repubblica Italiana per l'elezione della Camera dei deputati.

## Territorio
Come previsto dalla legge n. 51 del 27 maggio 2019, il collegio è stato definito tramite decreto legislativo all'interno della circoscrizione Puglia.
È formato dal territorio di 66 comuni della provincia di Lecce: Alessano, Alezio, Alliste, Andrano, Aradeo, Bagnolo del Salento, Botrugno, Cannole, Carpignano Salentino, Casarano, Castrignano de' Greci, Castrignano del Capo, Castro, Collepasso, Corigliano d'Otranto, Corsano, Cursi, Cutrofiano, Diso, Gagliano del Capo, Galatina, Gallipoli, Giuggianello, Giurdignano, Maglie, Martano, Matino, Melissano, Melpignano, Miggiano, Minervino di Lecce, Montesano Salentino, Morciano di Leuca, Muro Leccese, Neviano, Nociglia, Ortelle, Otranto, Palmariggi, Parabita, Patù, Poggiardo, Presicce-Acquarica, Racale, Ruffano, Salve, San Cassiano, Sanarica, Sannicola, Santa Cesarea Terme, Scorrano, Seclì, Sogliano Cavour, Soleto, Specchia, Spongano, Supersano, Surano, Taurisano, Taviano, Tiggiano, Tricase, Tuglie, Ugento, Uggiano la Chiesa e Zollino.
Il collegio è parte del collegio plurinominale Puglia - 04.

## Eletti
| Elezione | Elezione | Deputato           | Partito          |
| -------- | -------- | ------------------ | ---------------- |
|          | 2022     | Alessandro Colucci | Noi con l'Italia |

## Dati elettorali

### XIX legislatura
Come previsto dalla legge elettorale, 147 deputati sono eletti con sistema a maggioranza relativa in altrettanti collegi uninominali a turno unico.
| Candidati                                 | Candidati                    | Voti    | %     | Liste                          | Voti    | %     |
| ----------------------------------------- | ---------------------------- | ------- | ----- | ------------------------------ | ------- | ----- |
|                                           | Alessandro Colucci ✔️ Eletto | 79 974  | 45,26 | Fratelli d'Italia              | 49 374  | 27,94 |
| Forza Italia                              | Alessandro Colucci ✔️ Eletto | 79 974  | 45,26 | 17 189                         | 9,73    |       |
| Lega per Salvini Premier                  | Alessandro Colucci ✔️ Eletto | 79 974  | 45,26 | 12 371                         | 7,00    |       |
| Noi moderati/Lupi - Toti - Brugnaro - UDC | Alessandro Colucci ✔️ Eletto | 79 974  | 45,26 | 1 040                          | 0,59    |       |
|                                           | Anna Grazia Maraschio        | 42 352  | 23,97 | Partito Democratico-IDP        | 31 821  | 18,01 |
| Alleanza Verdi e Sinistra                 | Anna Grazia Maraschio        | 42 352  | 23,97 | 6 240                          | 3,53    |       |
| +Europa                                   | Anna Grazia Maraschio        | 42 352  | 23,97 | 3 015                          | 1,71    |       |
| Impegno Civico - Centro Democratico       | Anna Grazia Maraschio        | 42 352  | 23,97 | 1 276                          | 0,72    |       |
|                                           | Marina Zela                  | 38 225  | 21,63 | Movimento 5 Stelle             | 38 225  | 21,63 |
|                                           | Maria Addolorata Fiore       | 8 907   | 5,04  | Azione - Italia Viva - Calenda | 8 907   | 5,04  |
|                                           | Alessio Parata               | 2 916   | 1,65  | Italexit                       | 2 916   | 1,65  |
|                                           | Ivano Gioffreda              | 2 271   | 1,29  | Italia Sovrana e Popolare      | 2 271   | 1,29  |
|                                           | Lucia Antonucci              | 2 067   | 1,17  | Unione Popolare                | 2 067   | 1,17  |
| Totale                                    | Totale                       | 176 712 | 100   |                                | 176 712 | 100   |
|                                           |                              |         |       |                                |         |       |
| Schede bianche                            | Schede bianche               | 4 553   | 2,44  |                                |         |       |
| Schede nulle                              | Schede nulle                 | 5 139   | 2,76  |                                |         |       |
| Votanti                                   | Votanti                      | 186 404 | 56,41 |                                |         |       |
| Elettori                                  | Elettori                     | 330 437 |       |                                |         |       |